# Acide 2,4,5-trichlorophénoxyacétique
L'acide 2,4,5-trichlorophénoxyacétique, ou 2,4,5-T, est une auxine synthétique de formule brute C8H5Cl3O3 faisant partie de la famille des acides chlorophénoxyalkanoïques. C'est une substance active herbicide qui a été, entre autres, un constituant de l'agent orange, herbicide utilisé à grande échelle durant la guerre du Viêt Nam.

## Historique
C'est un herbicide développé durant la Seconde Guerre mondiale et qui a principalement été utilisé jusque dans les années 1980. Cet herbicide a été utilisé comme constituant de l'agent orange, un mélange d'herbicides utilisé durant la guerre du Vietnam pour faciliter la progression des troupes américaines dans la jungle.
Plusieurs accidents ont été signalés durant sa production[réf. nécessaire] (Monsanto Nitro (Virginie) (1949) et BASF (1953)).

## Utilisation
C'est un herbicide utilisé pour le contrôle sélectif des mauvaises herbes dicotylédones dans les cultures céréalières, les pâturages et les gazons. Il est également utilisé pour éliminer les plantes ligneuses qui ne peuvent être éliminées par l'acide 2,4-dichlorophénoxyacétique.

## Production et synthèse
L'acide 2,4,5-trichlorophénoxyacétique est produit par hydrolyse du 1,2,4,5-tétrachlorobenzène suivie de l'addition d'acide chloroacétique. Le contrôle de la température est très important pour éviter la condensation de 2 molécules de 2,4,5-trichlorophénol (cette condensation produit la 2,3,7,8-tétrachlorodibenzo-p-dioxine qui est hautement toxique).

## Réglementation
Aux États-Unis, le département de l'Agriculture des États-Unis (USDA) interdit l'utilisation du 2,4,5-T sur toutes les cultures vivrières, à l'exception du riz, en 1970, et  édicte une interdiction totale de cet herbicide en 1985.
Le commerce international de 2,4,5-T est limité par la Convention de Rotterdam.
Cette substance active a depuis été largement remplacée par le dicamba et le triclopyr.
Dans l'Union européenne, le 2,4,5-T (ainsi que ses esters et ses sels) est interdit depuis juillet 2003 (non-inscription à l’annexe I de la Directive 91/414/CEE , cf. Règlement 2076/2002/EC1). Ce composé contient comme impureté de la 2,3,7,8-Tétrachlorodibenzo-p-dioxine (ou tétrachlorodioxine-  TCDD), qui est considérée comme la plus toxique des dioxines.